# Leichtathletik-Halleneuropameisterschaften 2017/Teilnehmer (Großbritannien & Nordirland)
| Gelbes Symbol für Goldmedaillen mit stilisierten Olympischen Ringen | Graues Symbol für Silbermedaillen mit stilisierten Olympischen Ringen | Braundes Symbol für Bronzemedaillen mit stilisierten Olympischen Ringen |
| ------------------------------------------------------------------- | --------------------------------------------------------------------- | ----------------------------------------------------------------------- |
| 5                                                                   | 4                                                                     | 1                                                                       |

Aus Großbritannien & Nordirland starteten 14 Athletinnen und 16 Athleten bei den Leichtathletik-Halleneuropameisterschaften 2017 in Belgrad, die zehn Medaillen (5 × Gold, 4 × Silber und 1 × Bronze) errangen sowie drei Landesrekorde, zwei Europäische Jahresbestleistungen und zwei Meisterschaftsrekorde aufstellten.
Der britische Leichtathletikverband British Athletics hatte am 21. Februar 32 Athletinnen und Athleten (je 16 Männer und Frauen) nominiert. Die Mannschaft schrumpfte jedoch, da Mehrkämpferin Katarina Johnson-Thompson, im Aufgebot für den Weitsprung gemeldet, kurzfristig absagte. Sie hatte sich beim letzten Meeting der World Indoor Tour in Birmingham leicht verletzt, das Training dann zwar wieder aufgenommen und schließlich entschieden sich, wie ursprünglich geplant, ganz auf die Freiluftsaison und die Heimweltmeisterschaften in London zu konzentrieren. Des Weiteren zog Lina Nielsen, für die 400 Meter und die 4-mal-400-Meter-Staffel vorgesehen, zur Vermeidung einer Stressfraktur in einem Wadenbein vorsorglich zurück.
Eilish McColgan hatte sich nach einer Erkrankung vom 1500-Meter-Lauf abgemeldet und war nur über die 3000 Meter angetreten.

## Ergebnisse

### Frauen

#### Laufdisziplinen
| Athletin                                                | Disziplin         | Vorlauf     | Vorlauf | Halbfinale  | Halbfinale | Finale             | Finale             |
| Athletin                                                | Disziplin         | Zeit        | Platz   | Zeit        | Platz      | Zeit               | Platz              |
| ------------------------------------------------------- | ----------------- | ----------- | ------- | ----------- | ---------- | ------------------ | ------------------ |
| Asha Philip                                             | 60 m              | 7,25 s      | 5       | 7,20 s      | 3          | 7,06 s EL          | Gold               |
| Eilidh Doyle                                            | 400 m             | 53,28 s     | 4       | 52,81 s     | 7          | nicht qualifiziert | nicht qualifiziert |
| Laviai Nielsen                                          | 400 m             | 53,74 s     | 11      | 52,31 s     | 3          | 52,79 s            | 4                  |
| Shelayna Oskan-Clarke                                   | 800 m             | 2:06,02 min | 15      | 2:03,09 min | 5          | 2:00,39 min PB     | Silber             |
| Sarah McDonald                                          | 1500 m            | 4:12,50 min | 6       | –––         | –––        | 4:13,67 min        | 6                  |
| Laura Muir                                              | 1500 m            | 4:10,28 min | 1       | –––         | –––        | 4:02,39 min CR     | Gold               |
| Eilish McColgan                                         | 3000 m            | 8:57,85 min | 8       | –––         | –––        | 8:47,43 min        | Bronze             |
| Laura Muir                                              | 3000 m            | 8:55,56 min | 5       | –––         | –––        | 8:35,67 min CR     | Gold               |
| Steph Twell                                             | 3000 m            | 8:55,02 min | 2       | –––         | –––        | 8:50,40 min        | 5                  |
| Eilidh Doyle, Phillipa Lowe, Mary Iheke, Laviai Nielsen | 4 × 400 m Staffel | –––         | –––     | –––         | –––        | 3:31,05 min        | Silber             |

#### Sprung/Wurf
| Athletin        | Disziplin   | Qualifikation | Qualifikation | Finale             | Finale             |
| Athletin        | Disziplin   | Höhe/Weite    | Platz         | Höhe/Weite         | Platz              |
| --------------- | ----------- | ------------- | ------------- | ------------------ | ------------------ |
| Morgan Lake     | Hochsprung  | 1,90 m        | 3             | 1,85 m             | 8                  |
| Jazmin Sawyers  | Weitsprung  | 6,54 m        | 7             | 6,67 m             | 6                  |
| Lorraine Ugen   | Weitsprung  | 6,80 m SB     | 3             | 6,97 m             | Silber             |
| Rachel Wallader | Kugelstoßen | 17,35 m       | 10            | nicht qualifiziert | nicht qualifiziert |

### Männer

#### Laufdisziplinen
| Athlet           | Disziplin   | Vorlauf     | Vorlauf | Halbfinale         | Halbfinale         | Finale                | Finale                |
| Athlet           | Disziplin   | Zeit        | Platz   | Zeit               | Platz              | Zeit                  | Platz                 |
| ---------------- | ----------- | ----------- | ------- | ------------------ | ------------------ | --------------------- | --------------------- |
| Theo Etienne     | 60 m        | 6,62 s      | 2       | 6,59 s             | 2                  | 6,67 s                | 5                     |
| Richard Kilty    | 60 m        | 6,61 s      | 1       | 6,58 s             | 1                  | 6,54 s EL             | Gold                  |
| Andrew Robertson | 60 m        | 6,66 s      | 4       | 6,63 s             | 4                  | DQ (Fehlstart R162.7) | DQ (Fehlstart R162.7) |
| Guy Learmonth    | 800 m       | 1:48,73 min | 9       | nicht qualifiziert | nicht qualifiziert | nicht qualifiziert    | nicht qualifiziert    |
| Kyle Langford    | 800 m       | 1:49,93 min | 13      | 1:49,23 min        | 4                  | nicht qualifiziert    | nicht qualifiziert    |
| Tom Lancashire   | 1500 m      | 3:47,37 min | 9       | –––                | –––                | 3:46,57 min           | 5                     |
| Nick Goolab      | 3000 m      | 8:02,49 min | 13      | –––                | –––                | –––                   | –––                   |
| David King       | 60 m Hürden | 7,70 s      | 11      | –––                | –––                | nicht qualifiziert    | nicht qualifiziert    |
| David Omoregie   | 60 m Hürden | 7,71 s      | 12      | –––                | –––                | nicht qualifiziert    | nicht qualifiziert    |
| Andrew Pozzi     | 60 m Hürden | 7,52 s      | 1       | –––                | –––                | 7,51 s                | Gold                  |

#### Sprung/Wurf
| Athlet         | Disziplin  | Qualifikation | Qualifikation | Finale             | Finale             |
| Athlet         | Disziplin  | Höhe/Weite    | Platz         | Höhe/Weite         | Platz              |
| -------------- | ---------- | ------------- | ------------- | ------------------ | ------------------ |
| Robert Grabarz | Hochsprung | 2,25 m        | 7             | 2,30 m SB          | Silber             |
| Chris Kandu    | Hochsprung | 2,25 m        | 10            | nicht qualifiziert | nicht qualifiziert |
| Allan Smith    | Hochsprung | 2,25 m        | 7             | 2,18 m             | 8                  |
| Dan Bramble    | Weitsprung | 7,64 m        | 12            | nicht qualifiziert | nicht qualifiziert |

#### Siebenkampf
| Athlet        | Disziplin | 60 m      | Weitsprung | Kugelstoßen | Hochsprung | 60 m Hürden | Stabhochsprung | 1000 m         | Punkte | Platz |
| ------------- | --------- | --------- | ---------- | ----------- | ---------- | ----------- | -------------- | -------------- | ------ | ----- |
| Ashley Bryant | Ergebnis  | 7,06 s PB | 7,66 m     | 14,57 m     | 1,98 m     | 8,12 s      | 4,50 m         | 2:42,19 min    | 5945   | 9     |
| Ashley Bryant | Punkte    | 861       | 975        | 763         | 785        | 952         | 760            | 849            | 5945   | 9     |
| Liam Ramsay   | Ergebnis  | 7,12 m    | 6,81 s     | 13,62 m SB  | 2,04 m     | 8,11 s SB   | 4,20 m         | 2:42,94 min PB | 5622   | 13    |
| Liam Ramsay   | Punkte    | 840       | 769        | 705         | 840        | 954         | 673            | 841            | 5622   | 13    |